# Entoloma caeruleoplitum
Entoloma caeruleoplitum är en svampart som tillhör divisionen basidiesvampar, och som beskrevs av Machiel Evert ("Chiel") Noordeloos och Brandt-Ped. Entoloma caeruleoplitum ingår i släktet Entoloma, och familjen Entolomataceae. Arten har ej påträffats i Sverige.